# 芳特內萊鄉 (普拉霍瓦縣)
45°0′N 26°23′E / 45.000°N 26.383°E
芳特內萊鄉（羅馬尼亞語：Comuna Fântânele, Prahova），是羅馬尼亞的鄉份，位於該國中南部，由普拉霍瓦縣負責管轄，處於布加勒斯特以北70公里，每年平均降雨量971毫米，海拔高度168米，2007年人口2,294。